# Blankenbach (Sontra)
Blankenbach ist ein Stadtteil von Sontra im nordhessischen Werra-Meißner-Kreis.

## Geographische Lage

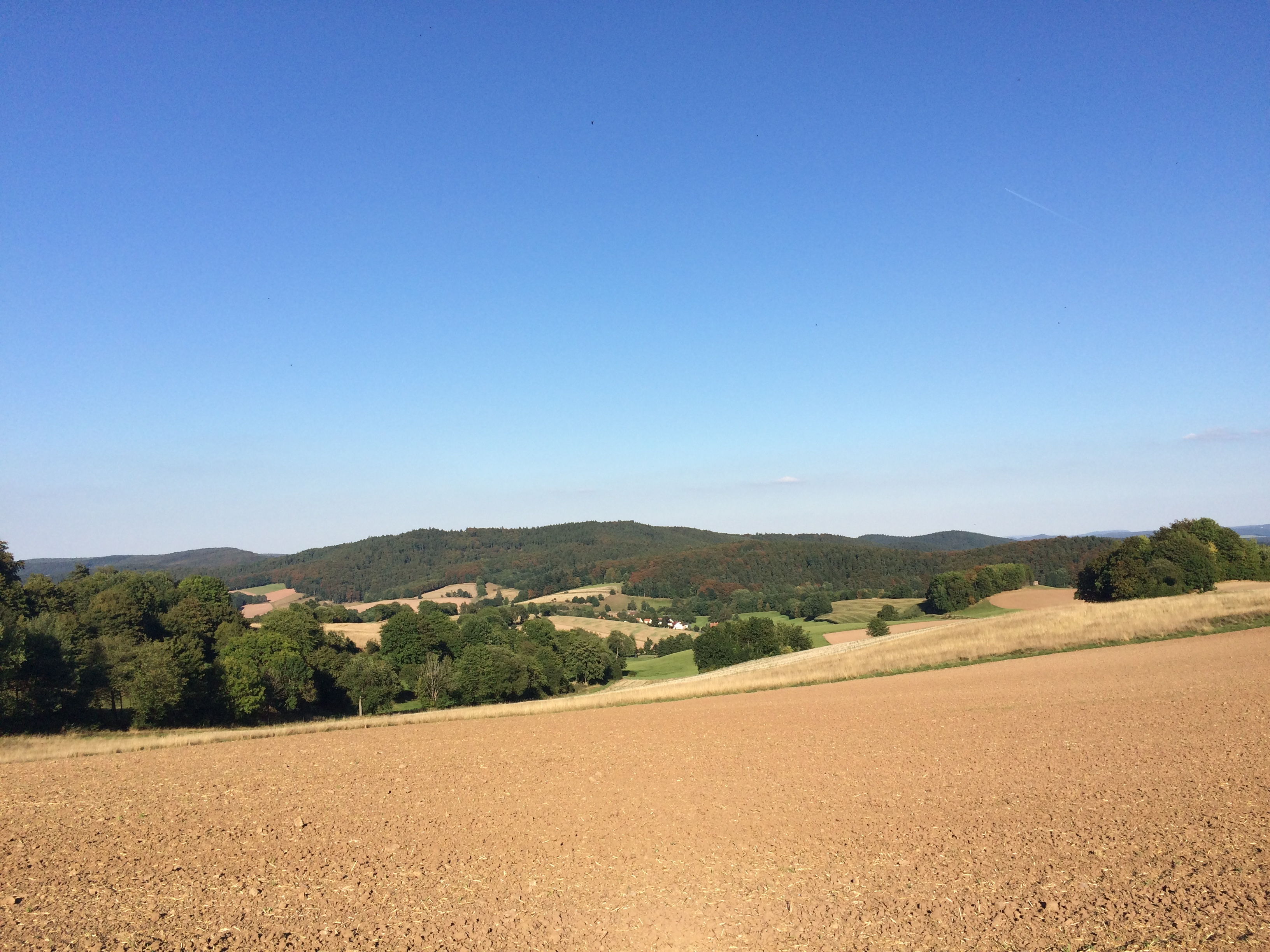
Landschaft bei Blankenbach

Der Ort liegt unmittelbar an der ehemaligen Grenze zur DDR. Durch den Ort führt die Landesstraße 3248. Blankenbach liegt südöstlich des Kernortes Sontra.

## Geschichte

### Ortsgeschichte
Die älteste bekannte schriftliche Erwähnung von Blankenbach erfolgte unter dem Namen Blankenbach im Jahr 1332. Im Jahr 1375 wird der Ort bei einem Scharmützel zwischen Söldnern der Abteien Hersfeld und Fulda zerstört. Durch eine Feuersbrunst wurden 1571 nochmals Teile des Ortes zerstört. Im 16. Jahrhundert fiel der Ort wüst und wurde in der Nähe der alten Stelle neu besiedelt. Mehr als 200 Einwohner wanderten im Laufe der Jahrhunderte nach Nordamerika aus.
Hessische Gebietsreform (1970–1977)
Die bis dahin eigenständige Gemeinde Blankenbach  wurde zum 1. Juli 1971 im Zuge der Gebietsreform in Hessen auf freiwilliger Basis als Stadtteil nach Sontra eingegliedert. Für Blankenbach, wie für alle bei der Gebietsreform nach Sontra eingegliederten Gemeinden, wurde ein Ortsbezirk mit Ortsbeirat und Ortsvorsteher nach der Hessischen Gemeindeordnung gebildet.

### Verwaltungsgeschichte im Überblick
Die folgende Liste zeigt die Staaten und Verwaltungseinheiten, denen Blankenbach angehört(e):
- vor 1567: Heiliges Römisches Reich, Landgrafschaft Hessen, Amt Sontra
- ab 1567: Heiliges Römisches Reich, Landgrafschaft Hessen-Kassel, Amt Sontra
- 1787: Heiliges Römisches Reich, Landgrafschaft Hessen-Kassel, Amt Nentershausen
- ab 1806: Landgrafschaft Hessen-Kassel, Amt Sontra
- 1807–1813: Königreich Westphalen, Departement der Werra, Distrikt Eschwege, Kanton Nentershausen
- ab 1815: Kurfürstentum Hessen, Amt Nentershausen[6]
- ab 1821/22: Kurfürstentum Hessen, Provinz Niederhessen, Kreis Rotenburg[7][Anm. 2]
- ab 1848: Kurfürstentum Hessen, Bezirk Hersfeld
- ab 1851: Kurfürstentum Hessen, Provinz Niederhessen, Kreis Rotenburg
- ab 1866: Königreich Preußen, Provinz Hessen-Nassau, Regierungsbezirk Kassel, Kreis Rotenburg
- ab 1871: Deutsches Reich,  Königreich Preußen, Provinz Hessen-Nassau, Regierungsbezirk Kassel, Kreis Rotenburg
- ab 1918: Deutsches Reich, Freistaat Preußen, Provinz Hessen-Nassau, Regierungsbezirk Kassel, Kreis Rotenburg
- ab 1944: Deutsches Reich, Freistaat Preußen, Provinz Kurhessen, Landkreis Rotenburg
- ab 1945: Amerikanische Besatzungszone, Groß-Hessen, Regierungsbezirk Kassel, Landkreis Rotenburg
- ab 1946: Amerikanische Besatzungszone, Hessen, Regierungsbezirk Kassel, Landkreis Rotenburg
- ab 1949: Bundesrepublik Deutschland, Hessen, Regierungsbezirk Kassel, Landkreis Rotenburg
- ab 1971: Bundesrepublik Deutschland, Hessen, Regierungsbezirk Kassel, Landkreis Rotenburg, Stadt Sontra[Anm. 3]
- ab 1972: Bundesrepublik Deutschland, Hessen, Regierungsbezirk Kassel, Landkreis Eschwege, Stadt Sontra
- ab 1974: Bundesrepublik Deutschland, Hessen, Regierungsbezirk Kassel, Werra-Meißner-Kreis, Stadt Sontra

## Bevölkerung

### Einwohnerstruktur 2011
Nach den Erhebungen des Zensus 2011 lebten am Stichtag dem 9. Mai 2011 in Blankenbach 159 Einwohner. Darunter waren 3 (1,9 %) Ausländer.
Nach dem Lebensalter waren 24 Einwohner unter 18 Jahren, 63 zwischen 18 und 49, 33 zwischen 50 und 64 und 39 Einwohner waren älter. Die Einwohner lebten in 72 Haushalten. Davon waren 21 Singlehaushalte, 18 Paare ohne Kinder und 24 Paare mit Kindern, sowie 9 Alleinerziehende und 3 Wohngemeinschaften. In 18 Haushalten lebten ausschließlich Senioren und in 42 Haushaltungen lebten keine Senioren.

### Einwohnerentwicklung
| Quelle: Historisches Ortslexikon |                                                                              |
| • 1375:                          | Zerstörung des Ortes in Scharmützel zwischen Söldnern von Hersfeld und Fulda |
| • 1571:                          | Feuersbrunst zerstörte Teile des Ortes                                       |
| • 1585:                          | 35 Haushaltungen                                                             |
| • 1747:                          | 56 Haushaltungen                                                             |

| Blankenbach: Einwohnerzahlen von 1834 bis 2020 | Blankenbach: Einwohnerzahlen von 1834 bis 2020 | Blankenbach: Einwohnerzahlen von 1834 bis 2020 | Blankenbach: Einwohnerzahlen von 1834 bis 2020 | Blankenbach: Einwohnerzahlen von 1834 bis 2020 |
| --- | ---------------------------------------------- | ---------------------------------------------- | ---------------------------------------------- | ---------------------------------------------- |
| Jahr |                                                |                                                |                                                | Einwohner                                      |
| 1834 | 1834                                           |                                                | 444                                            | 444                                            |
| 1840 | 1840                                           |                                                | 423                                            | 423                                            |
| 1846 | 1846                                           |                                                | 428                                            | 428                                            |
| 1852 | 1852                                           |                                                | 399                                            | 399                                            |
| 1858 | 1858                                           |                                                | 359                                            | 359                                            |
| 1864 | 1864                                           |                                                | 320                                            | 320                                            |
| 1871 | 1871                                           |                                                | 277                                            | 277                                            |
| 1875 | 1875                                           |                                                | 254                                            | 254                                            |
| 1885 | 1885                                           |                                                | 268                                            | 268                                            |
| 1895 | 1895                                           |                                                | 269                                            | 269                                            |
| 1905 | 1905                                           |                                                | 253                                            | 253                                            |
| 1910 | 1910                                           |                                                | 254                                            | 254                                            |
| 1925 | 1925                                           |                                                | 279                                            | 279                                            |
| 1939 | 1939                                           |                                                | 254                                            | 254                                            |
| 1946 | 1946                                           |                                                | 362                                            | 362                                            |
| 1950 | 1950                                           |                                                | 361                                            | 361                                            |
| 1956 | 1956                                           |                                                | 318                                            | 318                                            |
| 1961 | 1961                                           |                                                | 301                                            | 301                                            |
| 1967 | 1967                                           |                                                | 297                                            | 297                                            |
| 1970 | 1970                                           |                                                | 280                                            | 280                                            |
| 1987 | 1987                                           |                                                | 222                                            | 222                                            |
| 1990 | 1990                                           |                                                | ?                                              | ?                                              |
| 2000 | 2000                                           |                                                | ?                                              | ?                                              |
| 2011 | 2011                                           |                                                | 159                                            | 159                                            |
| 2015 | 2015                                           |                                                | 152                                            | 152                                            |
| 2020 | 2020                                           |                                                | 147                                            | 147                                            |
| Datenquelle: Historisches Gemeindeverzeichnis für Hessen: Die Bevölkerung der Gemeinden 1834 bis 1967. Wiesbaden: Hessisches Statistisches Landesamt, 1968. Weitere Quellen: ; Stadt Sontra:; Zensus 2011 |                                                |                                                |                                                |                                                |

### Historische Religionszugehörigkeit
| • 1885: | 283 evangelische (= 99,25 %), zwei anderes christliche-konfessionelle (= 0,75 %) Einwohner |
| • 1961: | 283 evangelische (= 94,02 %), 18 katholische (= 5,98 %) Einwohner                          |

## Kultur
- Die evangelische Kirche wurde 1788–90 von Johann Georg Zerbst, einem Baumeister in Diensten des Landgrafen von Hessen-Kassel, entworfen und erbaut.[10] Das saalartige Gebäude von drei Fensterachsen mit eingestelltem Westbau ist über Steinsockel aus Fachwerk errichtet und innen mit dreiseitig umlaufender Empore, flacher Holzdecke und einer 1790 datierten Kanzel ausgestattet.[11] Der Grundstein im Sockel ist ebenso auf 1788 datiert wie die nach Original kopierte Wetterfahne, die auch den Hessischen Löwen mit Kreuz zeigt. Vor der Kirche wurde ein bemerkenswerter spätbarocker Grabstein für zwei jung verstorbene Schwestern der Familie Wetterau aufgestellt.[12]
- In Blankenbach steht ein Dorfgemeinschaftshaus mit einem Raum für die Jugend.
- Zusätzlich sind im neuen Dorfgemeinschaftshaus der Schützenverein und die Freiwillige Feuerwehr untergekommen.
- Die Jugend des Schützenvereins ist auf Kreis-, Gau- sowie Landes- und Bundesebene erfolgreich.